# エレオノール・ド・ベルジック
エレオノール・ド・ベルジック（Eléonore de Belgique, 2008年4月16日 - ）は、ベルギーの王族。
全名はエレオノール・ファビオラ・ヴィクトリア・アンヌ・マリー（Eléonore Fabiola Victoria Anne Marie）。

## 概要
ベルギー王フィリップ（当時ブラバント公）とその王妃マティルド（同妃）の第4子次女としてブリュッセル首都圏地域に属するアンデルレヒトで誕生した。
姉にブラバント女公エリザベート王女、兄にガブリエル王子、エマニュエル王子がおり、王位継承権はエマニュエル王子についで第4位である。
洗礼式ではスウェーデン王太子ヴィクトリアが代母を務めた。

## 参考
- The official website of the Belgian Royal Family

| 上位 エマニュエル ベルギー王子 | ベルギー王位継承権者 継承順位第4位 | 下位 アストリッド ベルギー王女 オーストリア＝エステ大公妃 |